# Orion Lee

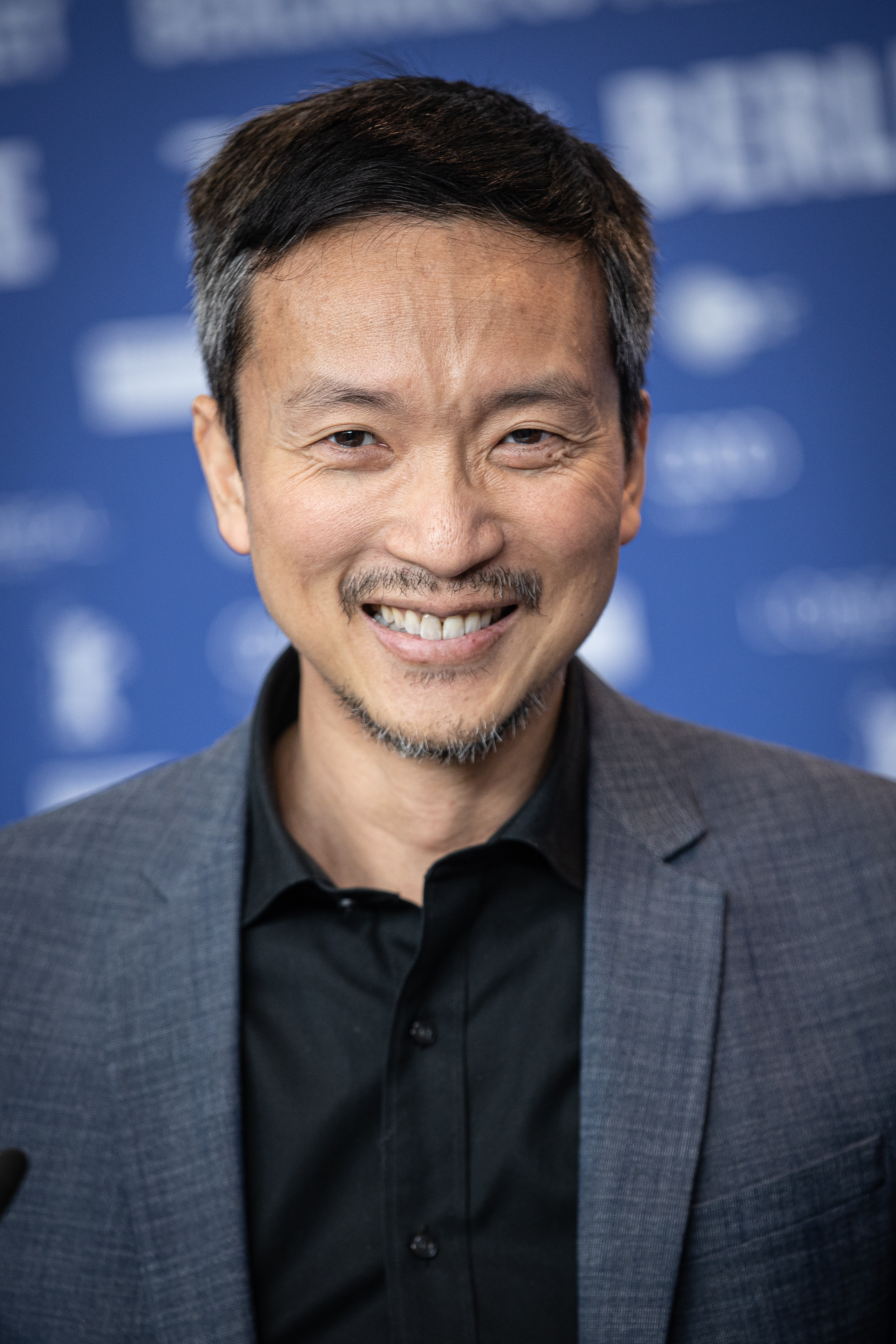
Orion Lee bei der Vorstellung des Films First Cow während der Filmfestspiele in Berlin 2020

Orion Lee (* in Hongkong) ist ein australisch-chinesischer Theater- und Filmschauspieler.

## Leben
Orion Lee wurde in Hongkong geboren, lebte später aber in Malaysia, Australien, New York, San Francisco, Zürich und London. Bevor Lee die London Academy of Music and Dramatic Art besuchte und sich zum Schauspieler ausbilden ließ, arbeitete er in der Finanzbranche als Fondsmanager. Parallel zu seiner Karriere als Film- und Fernsehschauspieler, hatte Lee Engagements an verschiedenen Theatern in Schottland, England und Irland, unter anderem 2015 am Swan Theatre der Royal Shakespeare Company in Stratford-upon-Avon in Ben Jonsons Volpone in einer Inszenierung von Trevor Nunn in der Rolle von Mosca, am National Theatre of Scotland in Edinburgh, am Abbey Theatre, dem National Theatre of Ireland, am American Repertory Theatre in Cambridge und im West End.
In dem Filmdrama First Cow von Kelly Reichardt, das im August 2019 im Rahmen des Telluride Film Festivals seine Premiere feierte, erhielt Lee die Hauptrolle von King-Lu.

## Filmografie (Auswahl)
- 2011: Silent Witness (Fernsehserie, 2 Folgen)
- 2014: X+Y
- 2015: Critical (Fernsehserie, 6 Folgen)
- 2015: Tyrant (Fernsehserie, 4 Folgen)
- 2015: Narcopolis
- 2015: M.L.E.
- 2018: Vengeance
- 2018: Catacombe
- 2018: Only You
- 2020: First Cow
- 2021: Followers
- 2021: Zack Snyder’s Justice League
- 2022: The Pirate Queen
- 2024: Rematch (Fernsehserie)
- 2025: Rosemead

## Theaterrollen (Auswahl)
- 2009–2010: The Royal Court Theatre, Chichester Festival Theatre, Headlong / Noel Coward Theatre London / Chichester Festival Theatre, Minerva Theatre (Enron, in der Rolle eines Senators)
- 2011: The National Theatre of Scotland, Edinburgh (The Wheel)
- 2012: American Repertory Theatre, Cambridge (Wild Swans, in der Rolle von Shou-Yu)
- 2012: The Abbey Theatre, Dublin (Shibari, in der Rolle von Hideo)
- 2015: Royal Shakespeare Company, Stratford-upon-Avon (Volpone, in der Rolle von Mosca)

## Auszeichnungen
Gotham Award
- 2021: Nominierung als Breakthrough Actor (First Cow)[5]

Independent Spirit Award
- 2021: Nominierung als Bester Nebendarsteller (First Cow)[6]

Sunset Film Circle Award
- 2020: Auszeichnung als Bester Nachwuchsschauspieler (First Cow)[7]